# Konda (Ethnie in Afrika)
Die Konda leben nördlich des Mai-Ndombe-Sees, im Westen der Demokratischen Republik Kongo. Sie sind Teil der Mongo-Volksgruppe. Die Konda splitten sich in zwei Kasten auf, die Twa und die Oto. Eine Volkszählung im Jahre 1957 ermittelte etwa 80.000 Konda, davon etwa 2/3 Oto und 1/3 Twa. In ihren Siedlungen leben die herrschenden Oto und die Twa getrennt. Da Heirat zwischen den Kasten verboten ist, ist eine Vermischung gering. Der geringe Genfluss ist außerdem unidirektional, denn in den Fällen, bei denen es zum Nachwuchs aus einer Interkastenbeziehung kommt, ist der Vater Oto und die Mutter Twa. Der Nachwuchs gilt dann als Twa. Die Twa sind vorwiegend Jäger und Sammler während die Oto Landwirtschaft und Fischerei betreiben. Die Oto stellen außerdem Töpfer- und Eisenwaren her. Die Symbiose der beiden Kasten beruht hauptsächlich auf den Austausch von Lebensmitteln.